# Caerostris
Caerostris Thorell, 1868 è un genere di ragni appartenente alla famiglia Araneidae.

## Distribuzione
Le 12 specie oggi note di questo genere sono state reperite nell'ecozona afrotropicale e in quella indomalese: la specie dall'areale più vasto è la C. sexcuspidata, rinvenuta in varie località dell'Africa, in Madagascar, nelle isole Comore e sull'isola di Aldabra.

## Tassonomia
Considerato un sinonimo anteriore di Trichocharis Simon, 1895 a seguito di un lavoro di Grasshoff del 1984.
Dal 2010 non sono stati esaminati esemplari di questo genere.
A maggio 2014, si compone di 12 specie:
- Caerostris corticosa Pocock, 1902 — Sudafrica
- Caerostris cowani Butler, 1882 — Madagascar
- Caerostris darwini Kuntner & Agnarsson, 2010 — Madagascar
- Caerostris ecclesiigera Butler, 1882 — Madagascar
- Caerostris extrusa Butler, 1882 — Madagascar
- Caerostris hirsuta (Simon, 1895) — Madagascar
- Caerostris indica Strand, 1915 — Birmania
- Caerostris mayottensis Grasshoff, 1984 — Isole Comore
- Caerostris mitralis (Vinson, 1863)[2] — Africa centrale, Madagascar
- Caerostris sexcuspidata (Fabricius, 1793) — Africa, Madagascar, Isole Comore, isola di Aldabra (Oceano Indiano)
- Caerostris sumatrana Strand, 1915 — dall'India alla Cina, Borneo
- Caerostris vicina (Blackwall, 1866) — Africa centrale e meridionale

### Specie trasferite
- Caerostris basilissa (Thorell, 1899); trasferita al genere Megaraneus Lawrence, 1968[1].
- Caerostris bhabanii Tikader, 1970; trasferita al genere Poltys C. L. Koch, 1843[1].

### Nomina dubia
- Caerostris junior Strand, 1913a; esemplare maschile, reperito in Africa centrale, a seguito di un lavoro di Grasshoff del 1984 è da ritenersi nomen dubium[1].
- Caerostris rutenbergi Karsch, 1881h; esemplare juvenile, rinvenuto in Madagascar, a seguito di un lavoro di Grasshoff del 1984 è da ritenersi nomen dubium[1].
- Caerostris subamanica Caporiacco, 1940c; esemplare juvenile, rinvenuto in Etiopia, a seguito di un lavoro di Grasshoff del 1984 è da ritenersi nomen dubium[1].